# Włodzimierz Rembisz
 Włodzimierz Rembisz  (ur. 10 czerwca 1950) –  ekonomista, prof. dr hab., wykładowca akademicki.

## Życiorys
W 1982 uchwałą Rady Wydziału Ekonomiki Produkcji Szkoły Głównej Planowania i Statystyki uzyskał stopień doktora nauk ekonomicznych. Uchwałą tej samej jednostki w 1991 uzyskał stopień doktora habilitowanego nauk ekonomicznych w zakresie ekonomii.  Od 2009 profesor nauk ekonomicznych. Związany z Wyższą Szkołą Handlu i Finansów Międzynarodowych im. Fryderyka Skarbka w Warszawie oraz z Instytutem Ekonomiki Rolnictwa i Gospodarki Żywnościowej. Obecnie dziekan, a także pracownik naukowy Akademii Ekonomiczno-Humanistycznej w Warszawie d. WSFiZ. Do obszaru swoich zainteresowań zalicza teoretyczne podstawy mechanizmu zachowań producenta w sensie osiągania przez niego równowagi, teoretyczną analizę równowagi wzrostu gospodarczego oraz teoretycznych podstaw ryzyka rynkowego i mechanizmów działania określonych instrumentów zarządzania ryzykiem szczególnie cenowym.

## Wybrane publikacje
- Rembisz W., Teoretyczne podstawy ryzyka cenowego i dochodowego w rolnictwie, [w:] Zarządzanie ryzykiem cenowym a możliwości stabilizowania dochodów producentów rolnych, Warszawa, 2009.
- Rembisz W., Instrumenty zarządzania ryzykiem cenowym i dochodowym, [w:] Zarządzanie ryzykiem cenowym a możliwości stabilizowania dochodów producentów rolnych, Warszawa, 2009.
- Rembisz W., Mikroekonomiczne podstawy wzrostu dochodów producentów rolnych, Warszawa, 2008.
- Rembisz W., Mikro- i makroekonomiczne podstawy równowagi wzrostu w sektorze rolno-spożywczym, Warszawa, 2008.
- Rembisz W., Mikroekonomiczne podstawy wzrostu dochodów producentów rolnych, Wyd. 2, Warszawa, 2007.